# Systasis ovoidea
Systasis ovoidea är en stekelart som beskrevs av Xiao och Huang 2001. Systasis ovoidea ingår i släktet Systasis och familjen puppglanssteklar. Inga underarter finns listade i Catalogue of Life.